# Плотницька сільська рада
Плотницька сільська́ ра́да (біл. Плотніцкі сельсавет) — адміністративно-територіальна одиниця у складі Столинського району Берестейської області Білорусі. Адміністративний центр — село Плотниця.

## Склад
Населені пункти, що підпорядковувалися сільській раді станом на 2009 рік:
| Населений пункт | Тип  | Населення, осіб (2009) |
| --------------- | ---- | ---------------------- |
| Бродче          | село | 123                    |
| Короб'є         | село | 36                     |
| Плотниця        | село | 983                    |
| Ситицьк         | село | 120                    |
| Стахове         | село | 845                    |

## Населення
За переписом населення Білорусі 2009 року чисельність населення сільської ради становила 2107 осіб.

### Національність
Розподіл населення за рідною національністю за даними перепису 2009 року:
| Національність | Осіб | Відсоток |
| -------------- | ---- | -------- |
| білоруси       | 2075 | 98,48 %  |
| українці       | 18   | 0,85 %   |
| росіяни        | 11   | 0,52 %   |
| поляки         | 2    | 0,09 %   |
| вірмени        | 1    | 0,05 %   |
| Разом          | 2107 | 100 %    |